# Baianos na umbanda
Baianos são uma linha de trabalho da Umbanda pertencentes à chamada Linha das Almas, a mesma dos Pretos-Velhos. Suas giras são encontradas sobretudo em São Paulo. A correspondência no Rio de Janeiro é com a linha dos Malandros, cujo maior representante é Zé Pelintra.

## Descrição
Os baianos são considerados entidades que trabalham na Umbanda em giras próprias ou junto as falanges de boiadeiros, e não incomum em trabalhos da esquerda, junto a exus e pombagiras. São entidades alegres e que se movimentam no terreiro, ajudando em questões familiares e quebra de baixa magia.
Algumas falanges conhecidos:
- Amigo do Vitorino
- Mané Baiano
- Zé Baiano
- Zé da Estrada
- Zé do Coco
- Zé Tenório
- Zé Pereira
- Zé da Faca
- Zeca do Coco
- Zé do Cangaço
- Baiano 13 Estrelas
- Zézinho Bahiano
- Marquinho baiano
- Chico Baiano
- João Baiano
- Severino
- Joaquim Baiano
- Carcará
- Maria do Coco
- Maria Bonita
- Baiano Delclessiano
- Pai Baiano
- Maria Baiana
- Rosa Baiana
- Maria Quitéria